# Hohtürli
Das Hohtürli ist ein 2778 m hoher Schweizer Bergübergang in den Berner Alpen. Es bildet die Verbindung von Kandersteg ins Kiental.

## Lage
Das Hohtürli bildet einen Einschnitt zwischen dem Massiv der Blüemlisalp im Süden und dem Massiv des Dündenhorns (mit den in Richtung Hohtürli vorgelagerten Gipfeln Bundstock und Schwarzhorn) im Norden. Ein natürliches Felsentor, das Anfang des 20. Jahrhunderts eingestürzt ist, gab dem Übergang seinen Namen.
Der Einschnitt liegt auf der Grenze zwischen den Berner Voralpen und den eigentlichen Berner Alpen.

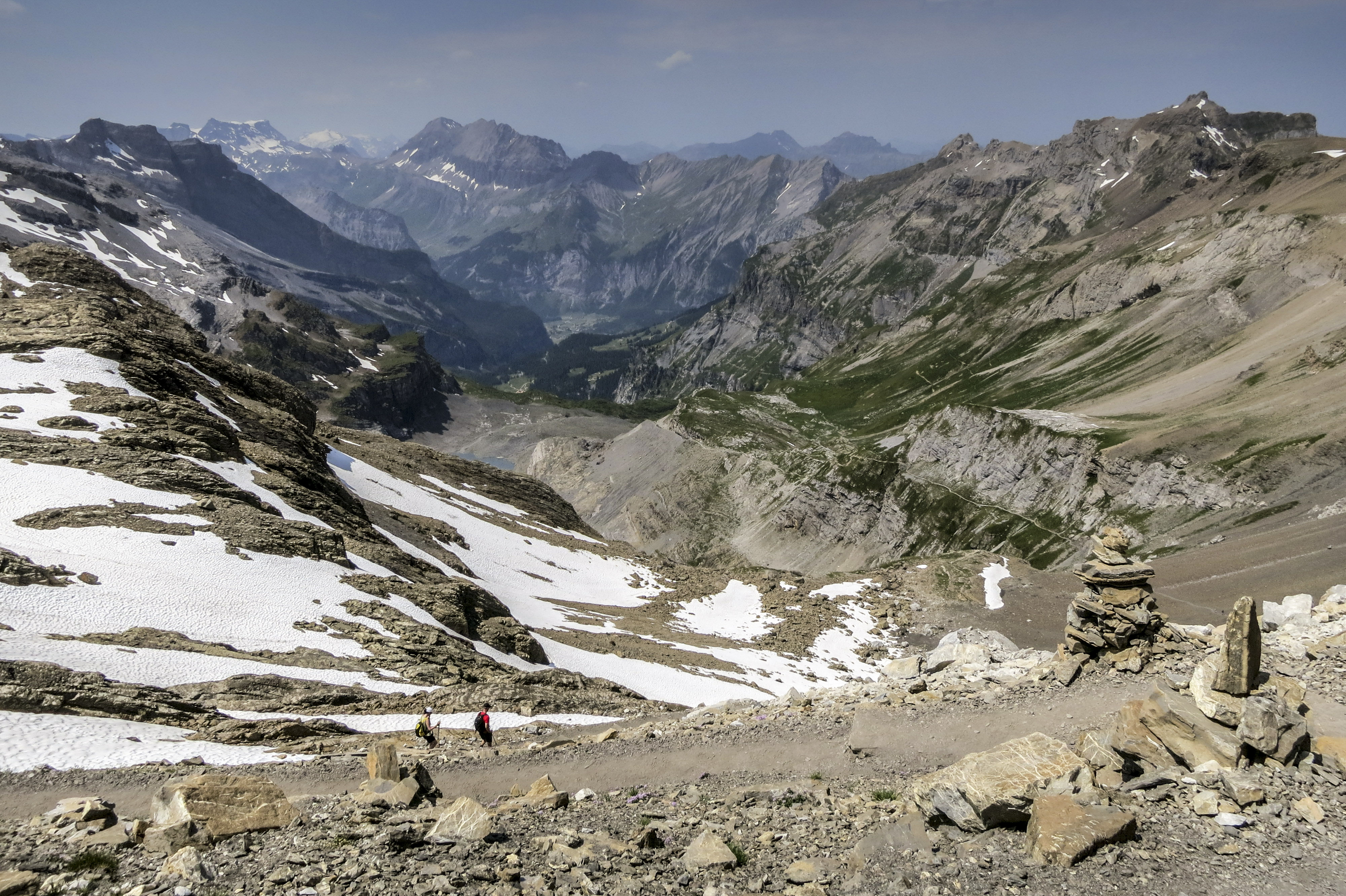
Blick vom Hohtürli in Richtung Kandersteg

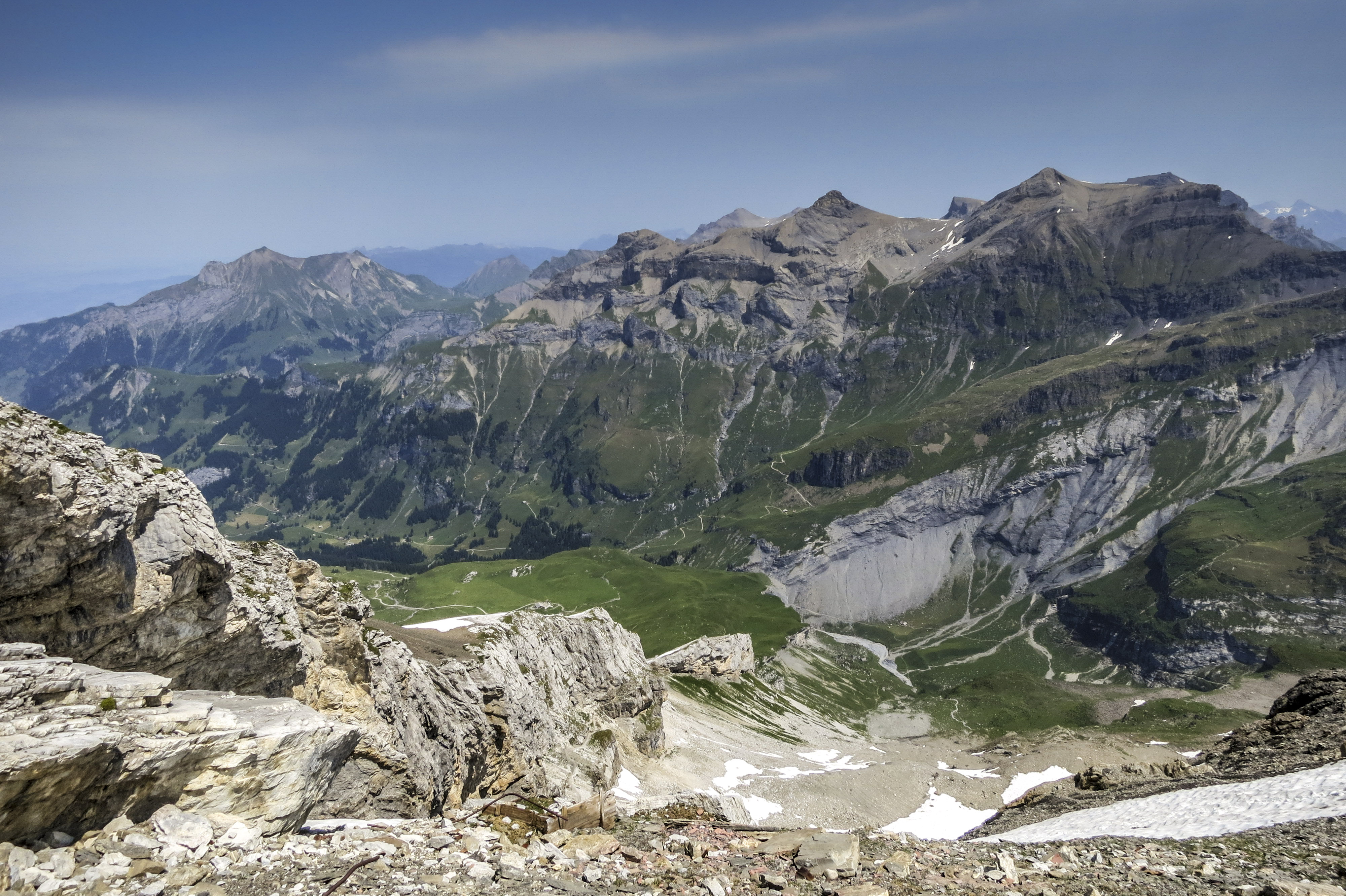
Blick vom Hohtuerli ins Kiental

## Wanderrouten
Der Weg über das Hohtürli ist eine beliebte Wanderroute. Von Kandersteg ist die Passhöhe in ca. 5 Stunden erreichbar; mit dem Oeschinensee (via Gondelbahn erreichbar) als Ausgangspunkt verkürzt sich die Wanderzeit um etwa eine Stunde. Von der Griesalp im Kiental her dauert der Aufstieg rund 4½ Stunden.
Die bei der Passhöhe gelegene Blüemlisalphütte des SAC bietet eine Verpflegungs- und Übernachtungsmöglichkeit. Auf der Kientaler Seite ist über einen Pfad bei der Zunge des Gamchigletschers die Gspaltenhornhütte erreichbar, oder via Sefinenfurgge ins Sefinental/Lauterbrunnental kann die Tour fortgesetzt werden.
Die Tour ist Teil der Hinteren Gasse, welche das Berner Oberland durchquert, und der Via Alpina, eines Fernwanderweges durch den ganzen Alpenbogen.

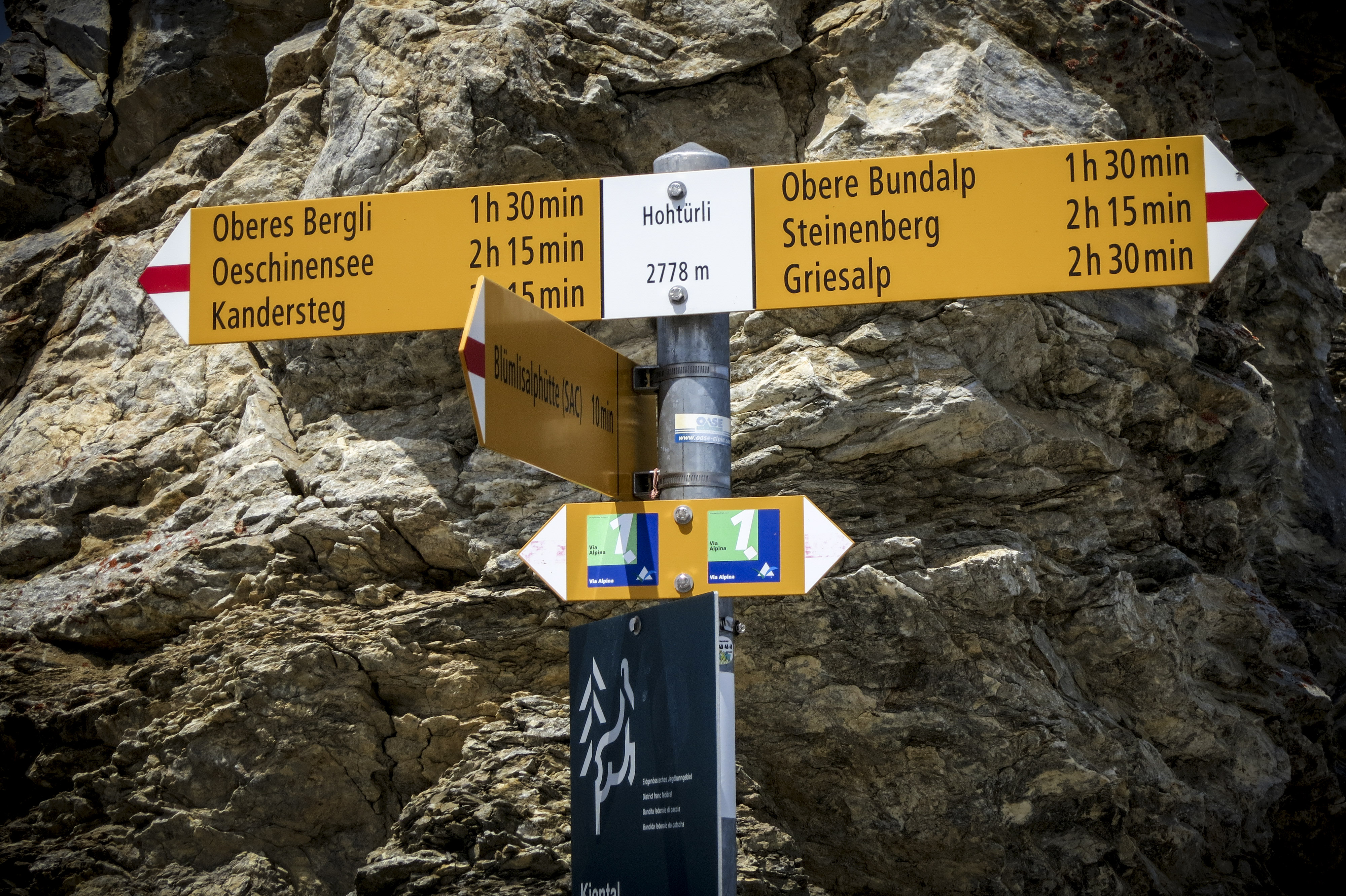
Der Wegweiser auf dem Hohtürli